# Tom Wilson (pladeproducer)
 For alternative betydninger, se Tom Wilson. (Se også artikler, som begynder med Tom Wilson)
Thomas Blanchard "Tom" Wilson Jr. (født 25. marts 1931, død 6. september 1978) var en amerikansk pladeproducer, der er bedst kendt for sit arbejde med Bob Dylan, The Mothers of Invention, Simon & Garfunkel, Velvet Underground, Cecil Taylor, Sun Ra, Eddie Harris, Nico, Eric Burdon and The Animals, The Blues Project, The Clancy Brothers, Tommy Makem og flere, i 1960'erne.

## Bedrifter
Wilson var en vigtig producent i 1960'erne (sammen med hans samtidige Phil Spector , George Martin , Jimmy Miller , Brian Wilson , Quincy Jones og Teo Macero). Det er blevet sagt om ham, at han havde evnen til at "samle de rette mennesker til de rette projekter".
Wilson gav, som producer, et vigtigt bidrag til Dylans rock and roll-lyd, på hans første rockoptagelser på Bringing It All Back Home . I et interview med Rolling Stone i 1969 spurgte Jann Wenner : "Der har været nogle artikler om Wilson, og han siger, at han var den der gav dig en rock and roll lyd. Er det sandt?" Dylan: "Sagde han det? Nå, hvis han sagde det ... [griner] så anerkender jeg det. [griner] Han gjorde det i et vist omfang. Det passer. Han gjorde det. Han havde en bestemt lyd i tankerne."
Frank Zappa hyldede ham på følgende måde: "Tom Wilson var fantastisk fyr. Altså: han havde en vision. Og han bakkede virkelig op om os... Jeg kan huske at det første vi indspillede var 'Any Way the Wind Blows', og det var ok. Så lavede vi 'Who Are the Brain Police?' og jeg så ham gennem glasset, han ringede til New York med det samme, "Jeg ved det ikke!" Jeg tror han prøvede at fortælle det til dem på den letteste måde." "Wilson tog chancer. Han kunne have mistet sit job fordi han producerede albummet."

## Død
Wilson døde af et hjerteanfald i Los Angeles i 1978, i en alderen af 47 år. Han er begravet på Doris Miller Memorial Park i McLennan County, Texas . 

## Udvalgt diskografi
- 1956: Sun Ra: Sun Song
- 1956: Cecil Taylor: Jazz Advance
- 1961: Sun Ra: The Futuristic Sounds of Sun Ra
- 1963: Bob Dylan: The Freewheelin' Bob Dylan (4 tracks, uncredited)
- 1964: Bob Dylan: The Times They Are a-Changin'
- 1964: Bob Dylan: Another Side of Bob Dylan
- 1964: The Clancy Brothers and Tommy Makem: The First Hurrah!
- 1965: The Clancy Brothers and Tommy Makem: Recorded Live in Ireland
- 1965: Simon and Garfunkel: Wednesday Morning, 3 A.M.
- 1965: Simon and Garfunkel: "The Sound of Silence" single (also on the 1965 album)
- 1965: Bob Dylan: Bringing It All Back Home
- 1965: Bob Dylan: "Like a Rolling Stone" single (also on the 1965 album Highway 61 Revisited, otherwise produced by Bob Johnston)
- 1966: The Mothers of Invention: Freak Out!
- 1966: The Animals: Animalisms (UK) / Animalization (US)
- 1966: Eric Burdon & the Animals: Eric Is Here
- 1966: The Blues Project: Projections
- 1967: The Mothers of Invention: Absolutely Free
- 1967: Eric Burdon & the New Animals: Winds of Change
- 1967: The Velvet Underground: The Velvet Underground &amp; Nico (as post-production editor, remixer, and producer of the track "Sunday Morning")
- 1967: Nico: Chelsea Girl
- 1968: The Velvet Underground: White Light/White Heat
- 1968: The Mothers of Invention: We're Only In It For The Money (credited as executive producer)
- 1968: Eric Burdon & the Animals: The Twain Shall Meet
- 1968: Soft Machine: The Soft Machine (co-producer)
- 1968: The Fraternity of Man: The Fraternity of Man